# Cassina
Cassina is een Italiaanse meubelproducent. De rechten van vele meubelontwerpen van beroemde ontwerpers zijn in handen van Cassina. Tot het portfolio behoren ook vele Nederlandse ontwerpen, waaronder de beroemde Rood-blauwe stoel (De stijl) van Gerrit Rietveld uit 1918 (rechten vanaf 1972), maar ook eigentijdse ontwerpen van Marcel Wanders.